# Aplidium coei
Aplidium coei är en sjöpungsart som först beskrevs av Friedrich Ritter 1901.  Aplidium coei ingår i släktet Aplidium och familjen klumpsjöpungar. Inga underarter finns listade i Catalogue of Life.